# マリアン・ウォルドロン
マリアン・ウォルドロン（磨里安・ウォルドロン、1984年7月23日 - ）は、東京都出身の元モデル。父は、ジャズピアニストで作曲家のマル・ウォルドロン。 母は、元写真家のヒロミ・ウォルドロン (蒔田洋実) 。
ベルギー国立ロンシャン小学校卒業。
ウックル第一中、高等学部卒業。
モンス市テクニック専門校にて、マーケティング修業。
ベルギー公式血統書協会にて、繁殖家免許習得。
現在は犬の飼育師。

## 来歴
- 写真家として活動していた母自身と写真集、絵葉書などで、幼少の頃からモデルとして活動していた。
- 兄弟を中心に音楽ユニットを結成し、「MS.MS.MK.（ミズミズメック）」として活動していた。
- 1997年、1998年、1999年に日本国内でコンサートツアーを行う。「ワールド・ピース・ツアー IN Japan」

## 出演作品

### 写真集
- マリアン 彩紋洋実写真集（1993、メディアックス）
- French Kids マリアン11歳の軌跡（1994、メディアックス）
- マドモアゼル・マリアン（1995、メディアックス）

### 書籍・雑誌
- FOCUS（1988、新潮社）
- すッぴんNo.83（1993年6月号）グラビア巻末カラー頁

### その他
- 絵葉書　BIRIPUBRICATION